# Verwaltungsgemeinschaft Emskirchen
In der Verwaltungsgemeinschaft Emskirchen im mittelfränkischen Landkreis Neustadt an der Aisch-Bad Windsheim hatten sich folgende Gemeinden zur Erledigung ihrer Verwaltungsgeschäfte zusammengeschlossen:
1. Emskirchen, Markt, 6.128 Einwohner, 67,27 km²
2. Hagenbüchach, 1.231 Einwohner, 11,50 km²
3. Wilhelmsdorf, 1.293 Einwohner, 7,69 km²

Sitz der Verwaltungsgemeinschaft war Emskirchen. Sie war eine der ersten Verwaltungsgemeinschaften in Bayern nach der Gebietsreform 1972.
Letzter Vorsitzender der VG war Dieter Schmidt, Bürgermeister von Emskirchen.
Zum 31. Dezember 2006 wurde die Verwaltungsgemeinschaft durch den Bayerischen Landtag aufgelöst, nachdem der Markt Emskirchen den Austritt beantragt hatte. Seitdem bildet Emskirchen eine Einheitsgemeinde mit eigener Verwaltung. Hagenbüchach und Wilhelmsdorf bilden eine neue Verwaltungsgemeinschaft Hagenbüchach-Wilhelmsdorf mit Sitz in Wilhelmsdorf.